# Enllaç C-Ni
Els compostos d'organoníquel (o compostos orgànics del níquel) són compostos químics que contenen un enllaç químic entre carboni (C) i níquel (Ni) (enllaç C-Ni).
La química de l'organoníquel és la ciència corresponent que explora les propietats, l'estructura i la reactivitat d'aquests compostos.
S'utilitzen com a catalitzador, com a element de construcció en química orgànica i en la deposició química de vapor. Els compostos d'organoníquel també són intermedis de curta durada en reaccions orgàniques.
El primer compost d'organoníquel va ser níquel tetracarbonil de níquel Ni(CO)₄, informat el 1890 i ràpidament aplicat en el procés Mond per a la purificació del níquel. Els complexos d'organoníquel són importants en nombrosos processos industrials, com ara carbonilacions, hidrocianació i el procés d'olefines superiors de Shell (SHOP).

## Tipus de complexos

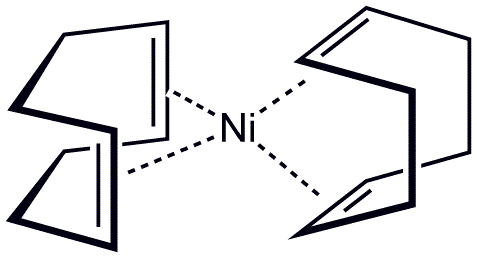
Bis(1,5-cyclooctadiè)níquel(0)

### Complexos d'alquil i aril
Un reactiu popular és Ni(CH₃)₂(tetrametiletilendiamina).
Es coneixen molts complexos alquil i aril amb la fórmula NiR(X)L₂. Els exemples inclouen [(dppf)Ni(cinnamil)Cl)], trans-(PCy₂Ph)₂Ni(o-tolil)Cl]], (dppf)Ni(o-tolil)Cl]], (TMEDA)Ni(o-tolil)Cl, i (TMEDA)NiMe₂

Síntesi de [(TMEDA)Ni(o-tolil)Cl].[5]

Els compostos de níquel del tipus NiR₂ també existeixen amb només 12 electrons de valència. Però en dissolució, el dissolvent sempre interacciona amb l'àtom metàl·lic augmentant el recompte d'electrons. Un compost de 12 VE és di(mesitil)níquel preparat a partir de (al·lil)₂Ni₂Br₂ i el reactiu de Grignard corresponent.
(al·lil)₂Ni₂Br₂ + 4 C₆H₂Me₃MgBr → 2 (al·lil)MgBr + 2 MgBr₂ + 2 (C₆H₂Me₃)₂Ni

### Complexos d'alquè
Existeixen molts complexos de níquel coordinats a un alquè. Les aplicacions pràctiques d'aquest tema inclouen la polimerització o l'oligomerització d'alquens, com en el procés d'olefines superiors de Shell (SHOP).
En aquests compostos, el níquel és formalment Ni0 valent zero i l'enllaç es descriu amb el model de Dewar-Chatt-Duncanson. Un representant comú és el bis(ciclooctadiè)níquel(0) (Ni(COD)₂), que conté dos lligands de ciclooctadiè. És un compost 18VE amb 10 electrons proporcionats pel propi níquel i 4x2 electrons més pels dobles enllaços. Aquest sòlid, que es fon a 60 °C, s'utilitza com a catalitzador i com a precursor de molts altres compostos de níquel.

### Complexos d'al·lil

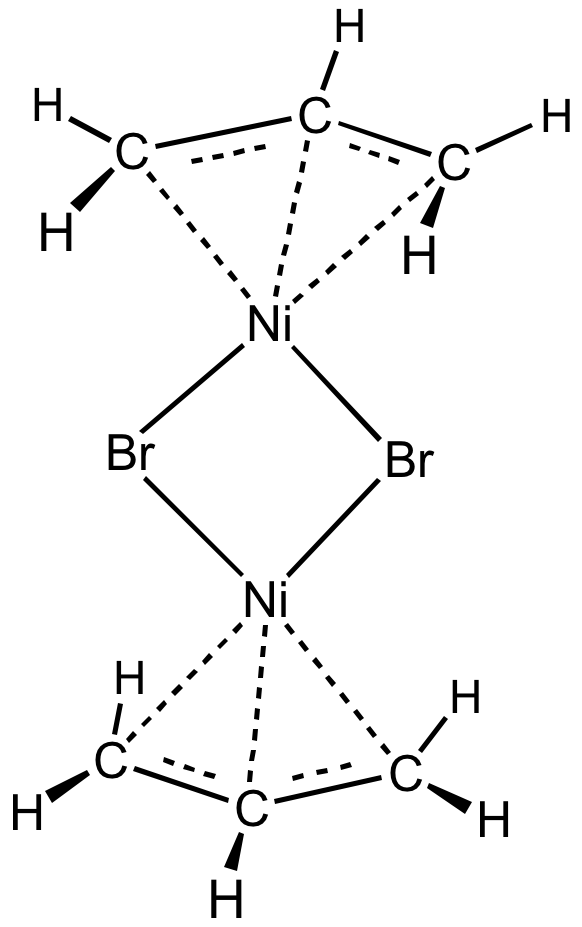
Dímer de bromur d'al·lilníquel(II)

Els halogenurs d'al·lil reaccionen amb Ni(CO)₄ per formar complexos pi-al·lil, (al·lil)₂Ni₂Cl₂. Aquests compostos al seu torn són fonts de nucleòfils al·lílics. En (al·lil)₂Ni₂Br₂ i (al·lil)Ni(C₅H₅), el níquel s'assigna al nombre d'oxidació +2 i els recomptes d'electrons són 16 i 18, respectivament.

### Complexos de ciclopentadienil
El niquel·locè NiCp₂ amb estat d'oxidació +2 Ni i 20 electrons de valència és el principal metal·locè del níquel. Es pot oxidar per un electró. Es desconeixen el pal·ladicè i el platinocè corresponents. A partir del niquel·locè es generen molts derivats, per exemple: CpNiLCl, CpNiNO, i Cp₂Ni₂(CO)₃

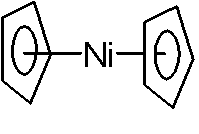
Niquel·locè

### Complexos de carbè
El níquel forma complexos de carbè, formalment presentant dobles enllaços C=Ni.

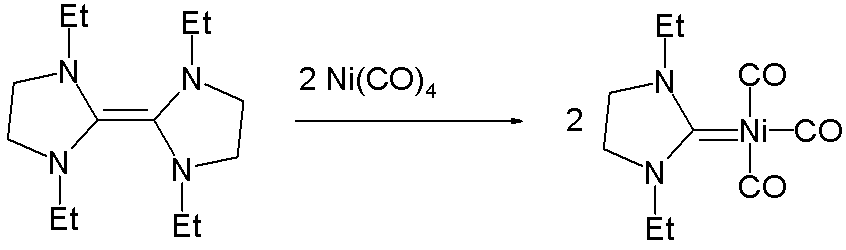
Carbens de níquel

## Reaccions

### Oligomeritzacions alquè/alquí
Els compostos de níquel catalitzen l'oligomerització d'alquens i alquins. Aquesta propietat va validar la investigació i el desenvolupament dels catalitzadors de Ziegler-Natta a la dècada del 1950. Aquell descobriment mostrat per les impureses de níquel originades en un autoclau que va matar la reacció de propagació (Aufbau) a favor de la reacció de terminació a un alquè terminal; la polimerització de l'etilè es va aturar sobtadament a l'1-butè. Aquest anomenat efecte de níquel va impulsar la recerca d'altres catalitzadors capaços d'aquesta reacció, amb resultats en la troballa de nous catalitzadors que tècnicament produïen polímers de massa molar alta, com els moderns catalitzadors de Ziegler-Natta.

Una implementació pràctica de l'oligomerització d'alquins és la síntesi de Reppe; per exemple en la síntesi de ciclooctatetraè:

Síntesi de Reppe del ciclooctatetraè

Aquesta és una cicloaddició formal [2+2+2+2]. L'oligomerització de butadiè amb etilè cap a trans-1,4-hexadiè va ser alhora un procés industrial.

Les cicloaddicions formals [2+2+2] també tenen lloc en la trimerització d'alquins. Aquesta trimerització extensible pot incloure generalment benzí. El benzí es genera in situ a partir d'un compost de benzè unit a un triflat i un substituent de trimetilsilil a les posicions orto- i reacciona amb un dií com l'1,7-octadiina juntament amb un sistema catalitzador de bromur de níquel(II) / zinc (NiBr₂ bis(difenilfosfí)età / Zn) per sintetitzar el derivat de naftalè corresponent.

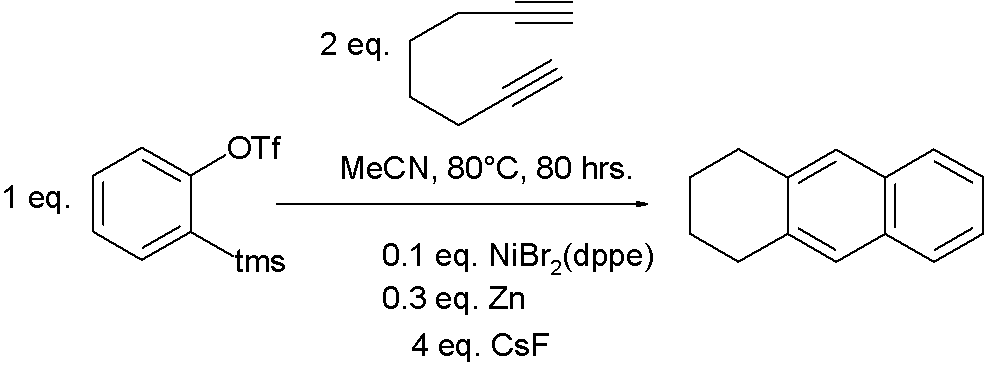
Trimerització d'alquins que implica un arí

En el cicle catalític, el zinc elemental serveix per reduir el níquel(II) a níquel(0) al qual després es poden coordinar dos enllaços alquins. Segueix un pas de ciclometal·lació a l'intermedi de níquelciclopentadiè i després la coordinació del benzí que dona una reacció d'inserció C-H al compost de níquelcicloheptatriè. L'eliminació reductora allibera el compost tetrahidroantracè.

La formació de compostos d'organoníquel en aquest tipus de reaccions no sempre és òbvia, però en un experiment dissenyat amb cura es formen quantitativament dos d'aquests intermedis.

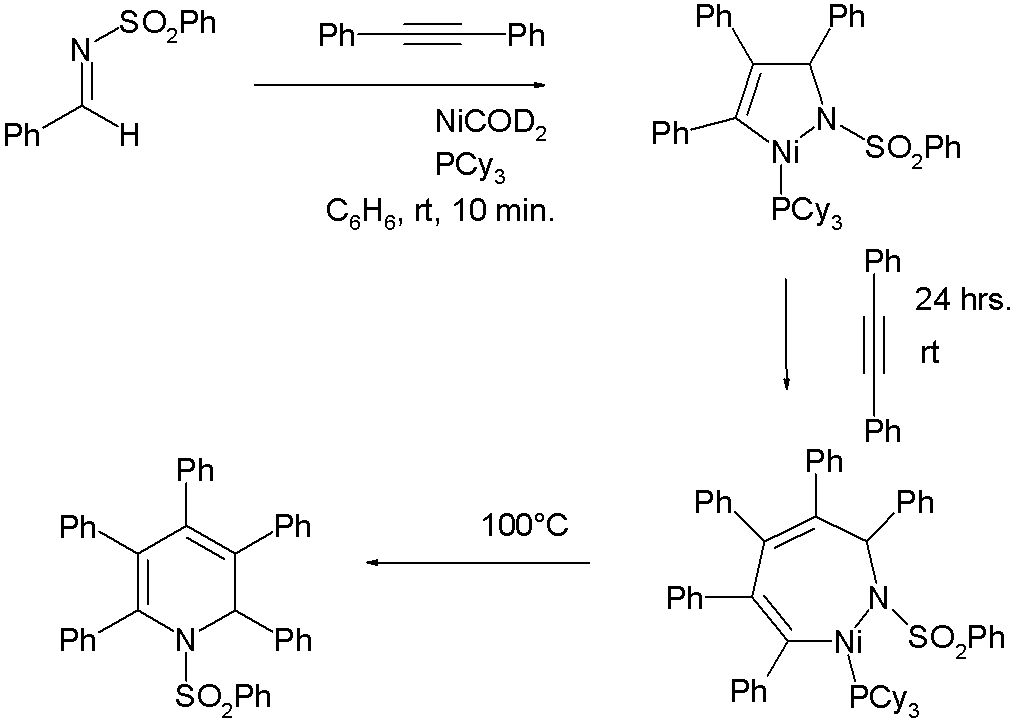
Reacció de la N-(benzensulfonil)benzaldimina amb dos equivalents de difenilacetilè

En un estudi s'observa que aquesta reacció només funciona amb el propi acetilè o amb alquins simples a causa de la poca regioselectivitat. A partir d'un alquí terminal, els 7 isòmers possiblement difereixen en la posició dels substituents o en les posicions de doble enllaç. Una estratègia per solucionar aquest problema empra certs mètodes:

Aplicació Reppe, Wender 2007

Les condicions de reacció seleccionades també minimitzen la quantitat formada de producte de cicloaddició [2+2+2] competidor a l'arè substituït corresponent.

### Reaccions d'acoblament
Els compostos de níquel provoquen la reacció d'acoblament entre els halogenurs d'al·lil i d'aril. Altres reaccions d'acoblament que impliquen níquel en quantitats catalítiques són l'acoblament de Kumada i l'acoblament de Negishi.

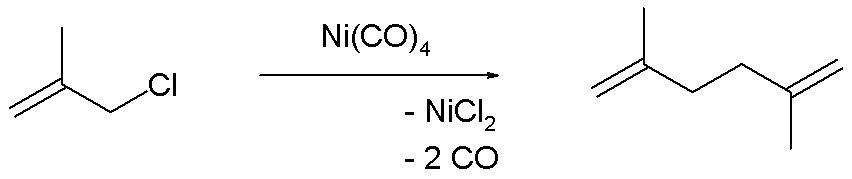
Acoblament de 3-Cloro-2-metil-1-propè a 2,5-dimetil-1,6-hexadiè

### Carbonilació del níquel
El níquel catalitza l'addició de monòxid de carboni als alquens i alquins. La producció industrial d'àcid acrílic al mateix temps consistia a combinar acetilè, monòxid de carboni i aigua a 40-55 atm i 160-200 °C amb bromur de níquel(II) i un halogenur de coure.

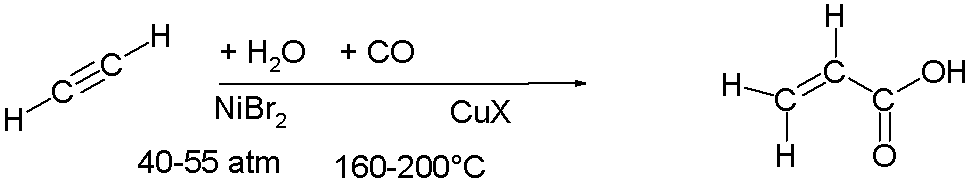
Carbonilació catalitzada d'acetilè de niquel cap a àcid acrílic